# 월솔 도시 자치구

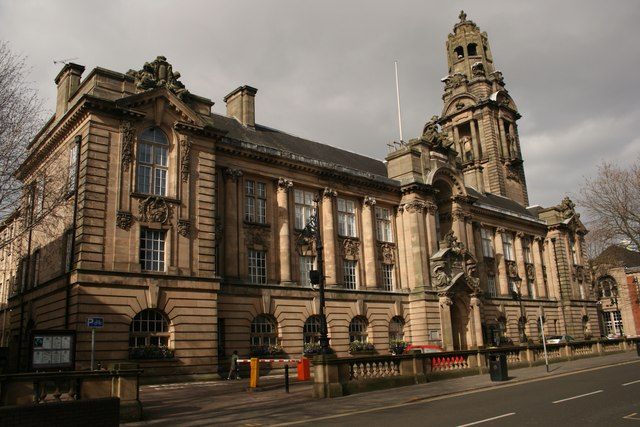
월솔 시청

월솔 도시 자치구의 위치

월솔 도시 자치구(영어: Metropolitan Borough of Walsall)는 잉글랜드 웨스트미들랜즈주에 위치한 도시 자치구로 중심 도시는 월솔이며 면적은 103.95km2, 인구는 274,173명(2014년 기준)이다.